# Епархия Петролины
Епархия Петролины (лат. Dioecesis Petrolinensis) — епархия Римско-католической церкви c центром в городе Петролина, Бразилия. Епархия Петролины входит в митрополию Оланды-и-Ресифи. Кафедральным собором епархии Петролины является собор святой Агаты.

## История
30 ноября 1923 года Римский папа Пий XI издал буллу Dominicis gregis, которой учредил епархию Петролины, выделив её из епархии Пескейры.
15 февраля 1964 года и 16 июня 2010 года епархия Петролины передала часть своей территории для возведения новых епархий Флоресты и Салгейру.

## Ординарии епархии
- епископ Antônio Malan (3.01.1924 — 28.10.1931);
- епископ Idílio José Soares (16.12.1932 — 12.06.1943) — назначен епископом Сантуса;
- епископ Авелар Брандан Вилела (13.06.1946 — 5.11.1955) — назначен архиепископом Терезины;
- епископ Antônio Campelo de Aragão (18.12.1956 — 6.02.1975);
- епископ Gerardo de Andrade Ponte (6.02.1975 — 5.12.1983) — назначен епископом Патуса;
- епископ Paulo Cardoso da Silva (30.11.1984 — 27.07.2011)
- епископ Manoel dos Reis de Farias (с 27.07.2011)

## Источник
- Annuario Pontificio, Libreria Editrice Vaticana, Città del Vaticano, 2003, ISBN 88-209-7422-3